# Hyophila incurva
Hyophila incurva är en bladmossart som beskrevs av Georg Friedrich von Jaeger 1873. Hyophila incurva ingår i släktet Hyophila och familjen Pottiaceae. Inga underarter finns listade i Catalogue of Life.